# Marco Cavicchioli
Marco Cavicchioli (Biella, 31 gennaio 1969) è un politico italiano, sindaco di Biella dal 2014 al 2019.

## Biografia
Nato a Biella e laureato in giurisprudenza, esercita la professione di avvocato. Risiede a Cossila San Grato.
Alle elezioni amministrative del 2014 è candidato a sindaco di Biella, sostenuto da una coalizione di centro-sinistra costituita da Partito Democratico, Italia dei Valori, Sinistra Ecologia Libertà e liste civiche. Al secondo turno dell'8 giugno ha avuto la meglio sul candidato del centro-destra, il sindaco uscente Donato Gentile, ottenendo il 59,17% dei voti.
Si ricandida nel 2019 in vista delle elezioni amministrative, ma si piazza al terzo posto con il 21,48% dei voti, non riuscendo ad accedere al ballottaggio. Eletto consigliere comunale, si è dimesso nel maggio 2020.